# 情人節快樂
是一部2010年的美國浪漫喜劇電影，由加利·馬素執導，劇本由凱瑟琳·傅格特撰寫。

## 劇情
電影故事圍繞著於情人節這天，在洛杉磯及一班飛往洛杉磯航機上發生的環環相扣事件。
美國陸軍女軍官凱特上尉（茱莉亞·羅勃茲）告了一天假，搭機從伊拉克前往洛杉磯，在飛機上遇到剛與情人分手的荷頓（布萊德利·古柏），兩人互動緊密。
新聞節目監製蘇珊（凱西·貝茲）因情人節這天沒甚麼體育新聞，所以派了體育新聞記者凱文（傑米·福克斯）上街頭採訪一些有關情人節的新聞。
小學教師茱利亞（珍妮佛·嘉納），正和醫生哈里遜（派屈克·丹普西）交往，但茱利亞的好友瑞德，卻意外地在自家的花店得知哈里遜似乎雙腳踏雙船。茱莉亞的學生愛迪生（布萊斯·羅賓森）走到花店，努力嘗試送花給他的心上人，花店的老闆瑞德（艾希頓·庫奇）向女友茉莉（潔西卡·艾芭）求婚，茉莉答應了，但這消息卻使得瑞德的知己茱莉亞（珍妮佛·嘉納）和瑞德的部下阿爾馮索（喬治·羅培茲）驚訝不已。
茱利亞另一好友卡拉（潔西卡·貝兒）則在公關公司工作，因時常在情人節時只能孤獨一人，所以每年都會辦一個「情愁節」派對，但卻漸漸被因工作關係而碰到的凱文吸引。美式足球員尚恩（艾瑞克·丹恩）和他現時球隊的合約將滿，正在和卡拉及經紀寶拉（皇后·拉蒂法）密議他的生涯規劃。寶拉新聘的助理麗姿（安·海瑟薇）正與機構收發室助理傑森（托弗·格雷斯）約會，但麗姿卻有一個不可告人的兼職工作。
而愛迪生的外祖母愛絲黛兒（莎莉·麥克琳）是一個退休的知名演員，和丈夫愛德加（海克特·艾利桑多）恩愛非凡，卻在這天因年輕時的風流韻事和愛德加鬧翻了。艾迪森的保母葛瑞絲（艾瑪·羅勃茲）則是高中生，打算畢業前和男友艾力克斯（卡特·傑金斯）發生「愛的初體驗」。他們的同學運動健將威利（泰勒·洛納）與校園美女費莉絲亞（泰勒·斯威夫特）正陷入熱戀，費莉絲亞表面上看起來很溫順，實際上卻有一種奇怪的控制慾....
究竟這些歡喜冤家，能不能有情人終成眷屬呢？

## 演員陣容
主要演員（按英文字母順序排列，中文譯名為暫譯）
- 潔西卡·艾芭 飾演 茉莉·克萊森（Morley Clarkson）
- 凱西·貝茲 飾演 蘇珊·密爾頓（Susan Milton）
- 潔西卡·貝兒 飾演 卡拉·莫納罕（Kara Monahan）
- 布萊德利·古柏 飾演 荷頓·柏斯特（Holden Bristow）
- 艾瑞克·丹恩 飾演 尚恩·傑克森（Sean Jackson）
- 派屈克·丹普西 飾演 哈里遜·寇普蘭（Harrison Copeland）
- 赫克托·埃里仲杜 飾演 愛德加·帕丁頓（Edgar Paddington）
- 傑米·福克斯 飾演 凱文·摩爾（Kelvin Moore）
- 珍妮佛·嘉納 飾演 茱莉亞·費澤斐（Julia Fitzpatrick）
- 托弗·格雷斯 飾演 傑森·莫理斯（Jason Morris）
- 安·海瑟薇 飾演 麗姿·柯恩（Liz Corryn）
- 卡特·詹金斯 飾演 艾力克斯·瓊斯（Alex Jones）
- 艾希頓·庫奇 飾演 瑞德·班奈特（Reed Bennett）
- 皇后·拉蒂法 飾演 寶拉·湯瑪斯（Paula Thomas）
- 泰勒·洛納 飾演 威利·哈靈頓（Willy Harrington）
- 乔治·洛佩兹 飾演 阿爾馮索·羅德里格茲（Alphonso Rodriguez）
- 莎莉·麥克琳 飾演 愛絲黛兒·帕丁頓（Estelle Paddington）
- 布魯克林·普勞斯（英语：Brooklynn Proulx） 飾演 麥迪遜·寇普蘭（Madison Copeland）
- 艾瑪·羅勃茲 飾演 葛瑞絲·史默（Grace Smart）
- 茱莉亞·羅勃茲 飾演 凱特·哈澤泰（Kate Hazeltine）
- 布萊斯·羅賓森 飾演 愛迪生·哈澤坦（Edison Hazeltine）
- 泰勒·斯威夫特 飾演 費莉絲亞·米勒（Felicia Miller）
- 喬·強納斯 飾演 傑克·派屈克（Jake Patrick）
- 凱西·貝茲 飾演 蘇珊·莫勒斯（Susan Moralez）
- 尼爾·麥康臣 飾演 史塔德邁爾（Stoudamire）
- 喬納森·摩根·海特 飾演 塔夫·富蘭克林（Tough Franklin）
- 貝絲·甘迺迪 飾演 寇蒂亞·史默（Mrs. Claudia Smart）
- 克莉絲汀·紹爾 飾演 吉爾洛伊小姐（Ms. Gilroy）
- 喬·曼特納 飾演 憤怒的司機

## 外部連結
- 官方网站
- 互联网电影数据库（IMDb）上《情人節快樂》的资料（英文）
- AllMovie上《情人節快樂》的资料（英文）
- 豆瓣电影上《情人節快樂》的資料 （简体中文）
- Box Office Mojo上《情人節快樂》的資料（英文）
- Metacritic上《情人節快樂》的資料（英文）
- 爛番茄上《情人節快樂》的資料（英文）

| 上一届： 《最后一封情书》 | 2010年美國週末票房冠軍 2月14日 | 下一届： 《》 |